# Flistads socken, Västergötland
Flistads socken i Västergötland ingick i Vadsbo härad, ingår sedan 1971 i Skövde kommun och motsvarar från 2016 Flistads distrikt.
Socknens areal är 19,70 kvadratkilometer varav 15,01 land.  År 2000 fanns här 212 invånare.  Kyrkbyn Flistad med sockenkyrkan Flistads kyrka ligger i socknen.

## Administrativ historik
Socknen har medeltida ursprung.
Vid kommunreformen 1862 övergick socknens ansvar för de kyrkliga frågorna till Flistads församling och för de borgerliga frågorna bildades Flistads landskommun. Landskommunen uppgick 1952 i Tidans landskommun som 1971 uppgick i Skövde kommun. Församlingen uppgick 2002 i Götlunda församling.
1 januari 2016 inrättades distriktet Flistad, med samma omfattning som församlingen hade 1999/2000.
Socknen har tillhört län, fögderier, tingslag och domsagor enligt vad som beskrivs i artikeln Vadsbo härad. De indelta soldaterna tillhörde Skaraborgs regemente, Södra Vadsbo kompani och Livregementets husarer, Vadsbo skvadron, Vadsbo kompani.

## Geografi
Flistads socken ligger sydost om Mariestad med sjön Östen i väster. Socknen är en odlad slättbygd med sankmarker i väster vid sjön.

## Fornlämningar
Boplatser från stenåldern är funna. Från järnåldern finns sex gravfält och stensättningar samt Kung Ranes hög. Fossil åkermark har påträffats.

## Namnet
Namnet skrevs 1397 Flytzstadhe och kommer från kyrkbyn. Efterleden är sta(d), 'plats, ställer'. Förleden innehåller möjligen flidh, från fleda, tunns skiva; mycket lågt och platt skär, och syftar då på slät mark.